# Capite velato

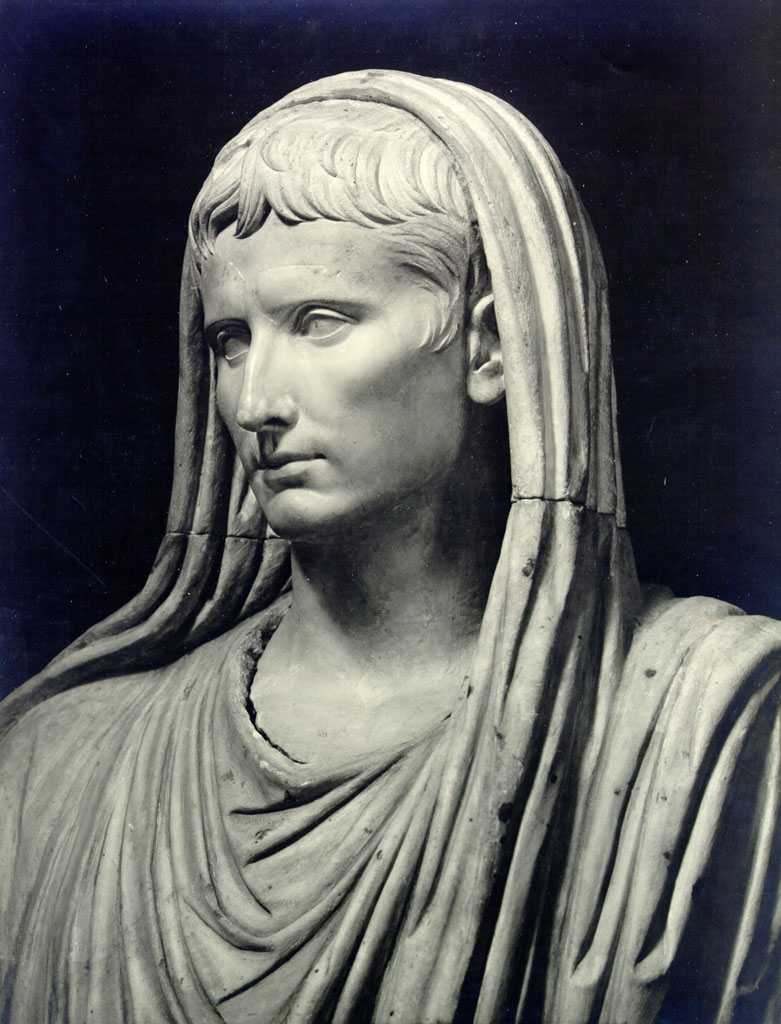
Auguste, capite velato

Capite velato est un terme en langue latine signifiant littéralement « avec la tête couverte ». Ce terme est utilisé dans les contextes religieux romains pour désigner l'acte de se couvrir la tête avec un voile lors de l'accomplissement de sacrifices.

## Pratique
Lors des rituels publics traditionnels de la Rome antique, les officiants priaient, sacrifiaient, offraient des libations et pratiquaient l'augure « la tête couverte » par un pli de la toge tiré par l'arrière. Cette couverture de la tête est une particularité du rite romain contrairement à la pratique étrusque ou ritus Graecus, « rite grec » . Dans l'art romain, la tête couverte est un symbole de piété et du statut de l'individu en tant que pontife, augure ou autre prêtre.